# Municipio de Grass Lake (Dakota del Norte)
El municipio de Grass Lake (en inglés: Grass Lake Township) es un municipio ubicado en el condado de Burleigh en el estado estadounidense de Dakota del Norte. En el año 2010 tenía una población de 69 habitantes y una densidad poblacional de 0,74 personas por km².

## Geografía
El municipio de Grass Lake se encuentra ubicado en las coordenadas 47°12′15″N 100°40′30″O / 47.20417, -100.67500. Según la Oficina del Censo de los Estados Unidos, el municipio tiene una superficie total de 93.32 km², de la cual 91,85 km² corresponden a tierra firme y (1,58 %) 1,47 km² es agua.

## Demografía
Según el censo de 2010, había 69 personas residiendo en el municipio de Grass Lake. La densidad de población era de 0,74 hab./km². De los 69 habitantes, el municipio de Grass Lake estaba compuesto por el 100 % blancos. Del total de la población el 0 % eran hispanos o latinos de cualquier raza.